# Lil' Bush: Resident of the United States
Lil' Bush: Resident of the United States (of kortweg Lil' Bush) is een satirische cartoonreeks van Donick Cary en James Eagan. De reeks begon als een paar korte afleveringen voor op GSM. Vanwege de hoge populariteit kregen de makers de kans van Comedy Central om er een volwaardige reeks van te maken. Er is al een eerste seizoen gemaakt dat uit 6 afleveringen bestaat. De eerste aflevering wordt uitgezonden op 13 juni 2007 in Amerika

## Opzet
De reeks zou ons terug nemen naar de kleuterperiode van George W. Bush. Hij beleeft allerlei avonturen samen met zijn vrienden: Lil' Condie, Lil' Rummy en Lil' Cheney. Eigenlijk is de reeks een mix van het heden en verleden. George Bush sr. is president maar de problemen zijn die van tegenwoordig. Door zich overal mee te bemoeien veroorzaakt Lil' Bush allerlei wereldproblemen.

## Webisodes
1. Hot Dog: Lil' Bush is verzot op "hot dog day" op school. Wanneer die echter omwille van multiculturele principes afgeschaft wordt, komen hij en zijn vrienden in opstand.
2. Nuked: Het is "take your kids to work day" bovendien heeft Lil' Bush ruzie met Lil' Kim Jong-il
3. Evolution: De ware reden van Bush' geloof wordt ontdekt

## Personages
1. Lil' Bush: George W. Bush stem door: Chris Parson
2. Lil' Condie: Condoleezza Rice stem door: Ann Villella
3. Lil' Cheney: Dick Cheney stem door: Donick Cary
4. Lil' Rummy: Donald Rumsfeld stem door: Iggy Pop
5. Lil' Jeb: Jeb Bush stem door: Dave Mitchell
6. Lil' Laura: Laura Bush